# Jevgenij Petrov (skytt)
Jevgenij Petrov, född 16 oktober 1938 i Moskva, är en före detta sovjetisk sportskytt.
Han blev olympisk guldmedaljör i skeet vid sommarspelen 1968 i Mexico City.